# Tirmini
Tirmini est une commune rurale du Niger, département de Takeita, région de Zinder.

## Géographie
La localité de Tirmini est située à 22 km à l'ouest du chef-lieu régional Zinder.
| Gangara, Falenko      | Olléléwa | Olléléwa              |
| Ourafane              | Tirmini  | Dakoussa              |
| Ichirnawa, Garagoumsa | Droum    | Zinder III, Zinder IV |

## Histoire
La commune rurale de Tirmini instaurée en 2002, est issue du canton de Tirmini. Depuis 2011, le poste administratif de Takeita ainsi que la commune de Tirmini sont séparés du département de Mirriah et intégrés au département de Takeita.

## Population
Lors du recensement général de 2012, la population communale est relevée à 116 011 habitants, dont 3 440 habitants pour la localité principale.

## Localités
La commune s'étend sur 114 villages, 134 hameaux et 9 camps au centre du département de Takéita.

## Services et infrastructures
- Centre de Santé Intégré (CSI) à Tirmini, Yélwa, Maguirami, Maï Komboroua et Toudoun Aggoua [5].
- Collège d'enseignement général (CEG) à Tirmini.
- Centre de formation des métiers (CFM) à Tirmini.